# Émile Lahoud
Émile Jamil Lahoud (àrab: اميل جميل لحود, Amīl Jamīl Laḥūd, pronunciat Imil Jamil Lahud) (Baabdat, Líban, 12 de gener de 1936) és un militar i polític libanès.

## Biografia
Va ser president del Líban de 24 de novembre de 1998 a 23 de novembre de 2007. De fe cristiana maronita, és fill del general Jamil Lahoud, un dels líders de la independència libanesa. Destituí en 1998 Rafik Hariri instal·lant Salim al-Huss, però va guanyar les eleccions de 2000 per majoria absoluta, i durant el seu segon mandat va aconseguir la retirada d'Israel del sud del Líban, posant fi a una ocupació de 18 anys, mentre el seu govern consolidava les relacions amb la Síria baasista.